# Tramvaj SBPD číslo 150 (Brno)
Tramvaj SBPD číslo 150 byl prototypový dvounápravový obousměrný tramvajový vůz, vyrobený v roce 1931 ve vlastních dílnách Společnosti brněnských elektrických pouličních drah. K další produkci tohoto typu již nedošlo, takže vyrobená tramvaj zůstala v brněnském provozu unikátem. Zničena byla v roce 1945 při požáru vozovny Pisárky.

## Historické pozadí
Ve 20. letech 20. století se v Severní Americe a později i v západní Evropě rozšířily tramvaje nové konstrukce se středním vstupem (typ Peter Witt a odvozené). Koncepce se dostala i do Československa, kde byly od roku 1930 ve velkém množství vyráběny pro Prahu podobně konstruované vlečné vozy „krasin“, které doplnila zkušební čtveřice motorových vozů (tzv. dvojčité vozy č. 3001–3004), všechny pocházející z Ringhofferových závodů. Bratislavský dopravce si objednal ze studénecké vagónky šest luxusních vozů této koncepce (č. 201–206). Společnost brněnských elektrických pouličních drah (SBPD) se vydala jinou cestou a během roku 1931 si vyrobila ve vlastních dílnách zkušební prototypový vůz se středním vstupem.

## Konstrukce
Obousměrný prototypový vůz č. 150 se výrazně odlišoval od tramvají z Královopolské, které byly tehdy dodávány do Brna. Pojezd vozu byl dvounápravový volnoosý o rozvoru 3800 mm. Každou z náprav poháněl trakční motor Sécheron o výkonu 50 kW, přenos hnacích sil se uskutečňoval dvoustupňovými převodovkami. K brzdění sloužila u každé nápravy brzdová soustava tvořená dvěma kotouči a dvěma čelistmi. Vozová skříň byla tvořena ocelovým rámem, na kterém spočívala ocelová kostra. Ta byla zvnějšku obložena dřevěnými peřejkami, v horní meziokenní části byla oplechována. Střecha byla dřevěná, valená a pokrytá nepromokavým plátnem.
Vůz disponoval dvěma dveřmi ve střední části (v každé bočnici jedněmi), které byly dvoukřídlé, posuvné a pneumaticky dálkově ovládané ze stanoviště řidiče. Střední nástupní plošina se nacházela ve výšce 650 mm nad temenem kolejnice (TK). V krajních částech vozu se nacházely dva salóny pro cestující (s podlahou 840 mm nad TK), které byly od plošiny odděleny příčnými stěnami bez dveří. Kůží potažená sedadla byla uspořádána podélně. V obou čelech vozu se nacházelo stanoviště řidiče. Tramvaj byla vybavena kontroléry BBC a pantografem AEG. Vůz disponoval dvěma sadami jízdních a brzdových odporníků. V zimě byly zapojeny odporníky v salónech pro cestující, které tak zároveň zajišťovaly teplotní komfort pasažérů (odtud přezdívka vozu „Tepluška“), v létě byly využívány odporníky na střeše.

## Dodávky tramvají
V roce 1931 byl vyroben jediný vůz tohoto typu.
| Současný stát | Město | Článek | Roky dodávek | Počet vozů | Evidenční čísla při dodání | Poznámky | Zdroj |
| ------------- | ----- | ------ | ------------ | ---------- | -------------------------- | -------- | ----- |
| Česko         | Brno  | článek | 1931         | 1          | 150                        |          | [ 3 ] |

## Provoz
Tramvaj č. 150 byla v dílnách SBPD dokončena v závěru roku 1931 a ještě před Vánocemi vykonala technicko-policejní zkoušku. Do provozu byl vůz zařazen 17. ledna 1932. Vypravován byl sólo, převážně na linku 5, provoz s vlečnými vozy není doložen. Využíván byl také pro komerční objednané jízdy (např. svatba, apod.). Tramvaj trpěla, jako většina prototypů, řadou dětských nemocí a její provoz nebyl příliš spolehlivý. Kromě menších závad šlo např. o odpory, které se přehřívaly a které musely být již v září 1932 rekonstruovány. Časté problémy byly s dálkovým pneumatickým systémem zavírání dveří. Téměř celý rok 1933 byl vůz odstaven kvůli novému převinutí kotev obou motorů. V létě 1934 a na podzim 1938 prodělala tramvaj celkové hlavní opravy. Po roce 1939 častěji zlobila ruční brzda. Vůz se také zúčastnil několika menších nehod. Naposledy je tramvaj č. 150 doložena v provozu k 17. září 1942, nicméně dochované provozní záznamy z doby existence protektorátu Čechy a Morava jsou značně neúplné, tudíž lze předpokládat, že vůz jezdil i po tomto datu. S ohledem na jeho problematický provoz a řadu závad asi byl často odstaven ve vozovně, nebo se nacházel v dílnách. Jisté je, že v dubnu 1945 vyhořela vozovna Pisárky, kterou pravděpodobně zapálili ustupující němečtí vojáci a ve které shořelo víc než 30 tramvají, včetně prototypového vozu č. 150.